# Bélgica en los Juegos Olímpicos de París 1924
Bélgica estuvo representada en los Juegos Olímpicos de París 1924 por un total de 172 deportistas que compitieron en 17 deportes.  

## Medallistas
El equipo olímpico belga obtuvo las siguientes medallas:
| Nombre                                                                                              | Deporte           | Competición             |
| --------------------------------------------------------------------------------------------------- | ----------------- | ----------------------- |
| Oro                                                                                                 |                   |                         |
| Jean Delarge                                                                                        | Boxeo             | Wélter (67 kg) M        |
| Charles Delporte                                                                                    | Esgrima           | Espada ind. M           |
| Léon Huybrechts                                                                                     | Vela              | Monotype M              |
| Plata                                                                                               |                   |                         |
| Henri Hoevenaers                                                                                    | Ciclismo en ruta  | Ruta ind. M             |
| Henri Hoevenaers Alphonse Parfondry Jean Van Den Bosch Fernand Saivé                                | Ciclismo en ruta  | Contrarreloj por eqs. M |
| Paul Anspach Joseph De Craecker Charles Delporte Fernand de Montigny Ernest Gevers Léon Tom         | Esgrima           | Espada por eqs. M       |
| Désiré Beaurain Charles Crahay Fernand de Montigny Maurice Van Damme Marcel Berré Albert De Roocker | Esgrima           | Florete por eqs. M      |
| Pierre Ollivier                                                                                     | Lucha libre       | 79 kg M                 |
| Joseph De Combe                                                                                     | Natación          | 200 m braza M           |
| Equipo                                                                                              | Waterpolo         | Torneo M                |
| Bronce                                                                                              |                   |                         |
| Joseph Jules Beecken                                                                                | Boxeo             | Medio (72 kg) M         |
| Léonard Daghelinckx Henri Hoevenaers Fernand Saive Jean Van Den Bosch                               | Ciclismo en pista | Persecución por eqs. M  |
| Maurice Van Damme                                                                                   | Esgrima           | Florete ind. M          |